# Kuzinellus acanthus
Kuzinellus acanthus är en spindeldjursart som först beskrevs av van der Merwe 1968.  Kuzinellus acanthus ingår i släktet Kuzinellus och familjen Phytoseiidae. Inga underarter finns listade i Catalogue of Life.